# Філ Томпсон
Філ Томпсон (англ. Phil Thompson, нар. 21 січня 1954, Ліверпуль) — колишній англійський футболіст, що грав на позиції захисника. По завершенні ігрової кар'єри — футбольний тренер та телевізійний експерт.
Майже всю кар'єру провів у «Ліверпулі», разом з яким виграв низку національних та міжнародних трофеїв. В цей же час виступав за національну збірну Англії, у складі якої провів 42 матчі, а у шести з них виводив команду у статусі капітана.
Після видходу на пенсію працював помічником менеджера «Ліверпуля», а під час сезону 2001-02 протягом 6 місяців був виконувачем обов'язків менеджера, поки менеджер Жерар Ульє був хворий. Нині є експертом на телеканалі Sky Sports.

## Клубна кар'єра
У дорослому футболі дебютував 1971 року виступами за «Ліверпуль», в якому провів тринадцять сезонів, взявши участь у 340 матчах чемпіонату. Більшість часу, проведеного у складі «Ліверпуля», був основним гравцем захисту команди. За цей час сім разів виборював титул чемпіона Англії, ставав шестиразовим волпдарем Суперкубка Англії, триразовим володарем Кубка англійської ліги та володарем Кубка Англії. Під егідою УЄФА Томпсон провів 50 матчів, допомігши клубу стати триразовим володарем Кубка чемпіонів УЄФА, дворазовим володарем Кубка УЄФА та володарем Суперкубка УЄФА.
Завершив професійну ігрову кар'єру у клубі «Шеффілд Юнайтед», що виступав у Другому дивізіоні, за який виступав протягом 1984—1986 років.

## Виступи за збірну
24 березня 1976 року дебютував в офіційних матчах у складі національної збірної Англії в товариському матчі проти збірної Уельсу, який завершився перемогою англійців 2:1, а Томпсон провів на полі увесь матч. 
У складі збірної був учасником чемпіонату Європи 1980 року в Італії та чемпіонату світу 1982 року в Іспанії, причому на обох турнірах виходив на поле в усіх матчах збірної.
Протягом кар'єри у національній команді, яка тривала 7 років, провів у формі головної команди країни 42 матчі, забивши 1 гол, а у шести матчах виводив команду у статусі капітана.

## Кар'єра тренера
Після завершення кар'єри став працювати у структурі «Ліверпуля», ставши правою рукою тренера Кенні Далгліша. В цей час клуб демонстрував чудові результати, вигравши чемпіонат в 1988 і 1990 роках та Кубок Англії в 1989 році. Після приходу 1991 року на тренерський місток Грема Сунеса, в Томпсона почалися протиріччя і 1992 року він був звільнений з посади і надалі працював футбольним експертом.
1998 року новим менеджером «Ліверпуля» став Жерар Ульє, який запросив Томпсона назад. З жовтні 2001 року, після того як Ульє була зроблена термінова операція на серці, протягом п'яти місяців був виконувачем обов'язків менеджера «Ліверпуля», поки Жерар не видужав від хвороби. При цьому у листопаді 2001 та у березі 2002 року Томпсон визнавався Тренером місяця англійської Прем'єр-ліги. За час роботи як помічника менеджера «Ліверпуля» червоних команда здобула Кубок УЄФА, Кубок Англії і Кубок Ліги в 2001 році, проте того ж року через конфлікт з тренерським штабом покинув клуб її лідер Роббі Фаулер.
Коли Ульє був звільнений від своїх обов'язків у 2004 році, Томпсон також покинув клуб і повернувся до робити експертом, працюючи на каналі Sky Sports.
У вересні 2010 року Жерар Ульє був призначений менеджером «Астон Вілли», який знову запропонував Філу роль помічника менеджера. Тим не менш, Томпсон відхилив пропозицію. 

## Статистика

### Клубна
| Клуб    | Клуб              | Клуб     | Чемпіонат | Чемпіонат | Кубок Англії | Кубок Англії | Кубок ліги | Кубок ліги | Єврокубки | Єврокубки | Всього | Всього |
| Сезон   | Клуб              | Дивізіон | Ігор      | Голів     | Ігор         | Голів        | Ігор       | Голів      | Ігор      | Голів     | Ігор   | Голів  |
| ------- | ----------------- | -------- | --------- | --------- | ------------ | ------------ | ---------- | ---------- | --------- | --------- | ------ | ------ |
| 1971—72 | «Ліверпуль»       | Перший   | 23        | 0         | 2            | 0            | 0          | 0          | 0         | 0         | 25     | 0      |
| 1972—73 | «Ліверпуль»       | Перший   | 14        | 0         | 2            | 0            | 1          | 0          | 3         | 0         | 20     | 0      |
| 1973—74 | «Ліверпуль»       | Перший   | 35        | 2         | 9            | 0            | 4          | 0          | 3         | 0         | 51     | 2      |
| 1974—75 | «Ліверпуль»       | Перший   | 32        | 0         | 2            | 0            | 1          | 0          | 1         | 2         | 371    | 2      |
| 1975—76 | «Ліверпуль»       | Перший   | 41        | 0         | 2            | 0            | 3          | 0          | 11        | 2         | 57     | 2      |
| 1976—77 | «Ліверпуль»       | Перший   | 26        | 2         | 4            | 0            | 2          | 0          | 3         | 0         | 361    | 2      |
| 1977—78 | «Ліверпуль»       | Перший   | 27        | 3         | 1            | 0            | 7          | 0          | 7         | 1         | 431    | 4      |
| 1978—79 | «Ліверпуль»       | Перший   | 39        | 0         | 6            | 0            | 1          | 0          | 3         | 0         | 49     | 0      |
| 1979—80 | «Ліверпуль»       | Перший   | 42        | 0         | 8            | 0            | 7          | 1          | 2         | 0         | 601    | 1      |
| 1980—81 | «Ліверпуль»       | Перший   | 25        | 0         | 1            | 0            | 6          | 0          | 7         | 0         | 401    | 0      |
| 1981—82 | «Ліверпуль»       | Перший   | 34        | 0         | 1            | 0            | 7          | 0          | 5         | 0         | 482    | 0      |
| 1982—83 | «Ліверпуль»       | Перший   | 24        | 0         | 0            | 0            | 4          | 0          | 5         | 0         | 341    | 0      |
| 1983—84 | «Ліверпуль»       | Перший   | 0         | 0         | 0            | 0            | 0          | 0          | 0         | 0         | 1      | 0      |
| 1984—85 | «Шеффілд Юнайтед» | Другий   | 10        | 0         | -            | -            | -          | -          |           |           | 10     | 0      |
| 1984—85 | «Шеффілд Юнайтед» | Другий   | 27        | 0         | -            | -            | -          | -          | 27        | 0         |        |        |
| Загалом | Загалом           | Загалом  | 377       | 7         | 36           | 0            | 43         | 1          | 50        | 5         | 514    | 13     |

- 1 — Також грав у Суперкубку Англії
- 2 — Також грав у Міжконтинентальному кубку

### Збірна
| Англія | Англія | Англія |
| Рік    | Ігор   | Голів  |
| ------ | ------ | ------ |
| 1976   | 8      | 1      |
| 1977   | 0      | 0      |
| 1978   | 2      | 0      |
| 1979   | 8      | 0      |
| 1980   | 10     | 0      |
| 1981   | 3      | 0      |
| 1982   | 11     | 0      |
| Всього | 42     | 1      |

## Титули і досягнення
- Чемпіон Англії (7):

«Ліверпуль»: 1972-73, 1975-76, 1976-77, 1978-79, 1979-80, 1981-82, 1982-83
- Володар Кубка Англії (1):

«Ліверпуль»: 1973-74
- Володар Суперкубка Англії (6):

«Ліверпуль»: 1974, 1976, 1977, 1979, 1980, 1982
- Володар Кубка англійської ліги (3):

«Ліверпуль»: 1980-81, 1981-82, 1982-83
- Володар Кубка європейських чемпіонів (3):

«Ліверпуль»: 1976-77, 1977-78, 1980-81
- Володар Кубка УЄФА (2):

«Ліверпуль»: 1972-73, 1975-76
- Володар Суперкубка Європи (1):

«Ліверпуль»: 1977
Збірні
- Чемпіон Європи (U-18): 1972